# Johannes Heurnius
Johannes Heurnius, geboren als Johan van Heurne, (Utrecht, 4 februari 1543 – Leiden, 11 augustus 1601) was een Nederlandse arts, filosoof en hoogleraar. Hij studeerde filosofie en geneeskunde aan universiteiten in de Nederlanden, Frankrijk en Italië. Na zijn terugkeer in de Nederlanden vestigde hij zich als arts te Utrecht. In 1581 werd hij benoemd tot hoogleraar geneeskunde aan de Universiteit Leiden, een functie die hij tot zijn overlijden in 1601 vervulde.

## Levensloop
Heurnius was een zoon van wijnhandelaar Otto van Heurne en Geertruida van Velsen. Hij bezocht de Hieronymusschool in Utrecht waar hij in Latijn en Grieks werd onderwezen door Georgius Macropedius. Op achttienjarige leeftijd begon hij zijn vervolgstudie aan de Universiteit Leuven. Hij woonde in bij Cornelius Gemma, een hoogleraar geneeskunde, en studeerde filosofie, wiskunde en geneeskunde. Heurnius bleef drie jaar in Leuven en zette daarna zijn studie voort aan het Collège de France te Parijs. Hij studeerde daar geneeskunde bij Ludovicus Duretus, de geneesheer van Karel IX en Hendrik III, en filosofie bij Petrus Ramus. Onder de laatste studeerde hij in 1566 af als filosoof.
Dat jaar verliet hij Parijs en reisde naar Italië waar hij ging studeren aan de Universiteit van Padua. Hij volgde onder meer colleges over praktische geneeskunde, plantkunde en anatomie, en raakte bevriend met zijn landgenoot Pieter van Foreest. In 1571 promoveerde Heurnius aan de Universiteit van Pavia tot doctor in de medicijnen met als promotor Girolamo Fabrici. Hij bleef na zijn promotie in Pavia, waar hij twee jaar lijfarts was van François Perrenot de Granvelle, de ambassadeur van Keizer Rudolf II te Venetië. Waarschijnlijk om godsdienstige redenen – zijn overgang tot het Calvinisme – keerde Heurnius in 1573 terug naar Utrecht om zich te vestigen als arts. Hij combineerde zijn patiëntenzorg met wetenschappelijk onderzoek, waarover hij publiceerde. Heurnius beperkte zich niet tot medische onderwerpen en schreef bijvoorbeeld ook een pamflet van ruim tien pagina's over de Grote komeet van 1577.
In 1581 werd hij benoemd tot hoogleraar geneeskunde aan de pas opgerichte Universiteit Leiden. De universiteit, destijds nog aangeduid als 'Hoogeschool', had tot dat moment slechts een hoogleraar, Gerardus Bontius. Vanwege zijn grotere wetenschappelijke reputatie en zijn relaties met prominente humanistische geleerden werd Heurnius boven Bontius gesteld; hij ontving 800 gulden per jaar, 200 meer dan Bontius. Tijdens zijn professoraat publiceerde Heurnius talrijke leerboeken die hij baseerde op de lesstof uit zijn colleges. Uit die boeken blijkt dat Heurnius zijn kennis baseerde op de oude Griekse geneeskunde, en in het bijzonder die van Hippocrates en Galenus. Hij streefde ernaar de Griekse geneeskunde te zuiveren van de excessen en misvormingen ervan – met name door Arabische artsen – om zo een vruchtbare basis te creëren voor de verdere ontwikkeling van de medische wetenschap.
In zijn colleges behandelde Heurnius zowel de theoretische als de praktische geneeskunde. Hij wilde, naar het voorbeeld van Padua, de lessen in praktische geneeskunde uitbreiden met onderwijs aan het bed. Hij vroeg in 1591 samen met Bontius toestemming om patiënten te behandelen in de ziekenhuizen van Leiden. De studenten zouden dan de hoogleraren vergezellen en zo worden opgeleid in de medische praktijk. Het voorstel werd waarschijnlijk niet aanvaard door de Curatoren. Wel staat het vast dat studenten buiten het curriculum om de visites van stadsartsen aan ziekenhuispatiënten konden bijwonen, evenals autopsies die Heurnius verrichtte.
Heurnius werd zes maal door zijn collega-hoogleraren voor de duur van een jaar aangewezen als rector magnificus. Hij vervulde die functie in 1583-1584, 1592-1593 en 1599-1600. In 1588 werd hem onder gunstige voorwaarden een leerstoel aan de Universiteit van Franeker aangeboden, een aanbod dat Heurnius afsloeg. Vermeldenswaard is een advies van 9 januari 1594 aan het Hof van Holland waarvan Heurnius als rector magnificus de eerste ondertekenaar was. Het Hof had aan de Universiteit Leiden advies gevraagd over de betrouwbaarheid van de waterproef bij het vaststellen van hekserij. Het advies was negatief: de hoogleraren stelden dat het zeer wel mogelijk is dat iemand die met kruiselings samengebonden handen en voeten in het water wordt gegooid, door natuurlijke oorzaken blijft drijven.
In 1601 overleed Heurnius aan de gevolgen van gal- en nierstenen, een kwaal die hem in zijn laatste twee jaren veel pijn bezorgd had. Hij werd begraven in de Leidse Pieterskerk.

## Privé
Heurnius trouwde in 1573 met Christine Beyer van Boppard, dochter van Willem Beyer van Boppard en Margaretha Leijster. Uit het huwelijk werden elf kinderen geboren van wie negen hun vader overleefden.

## Werken (selectie)

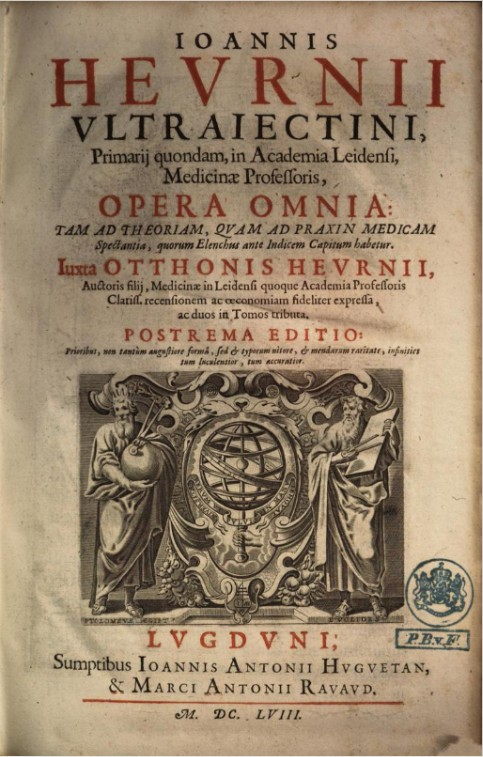
"Opera Omnia", titelpagina van de editie van 1658

- 1577 – De historie, natuere, ende beduidenisse der erschrickelicke comeet, die geopenbaert is int iaer ons Heren 1577, Internet Archive
- 1587 – (la) Praxis Medicinae nova ratio, een overzicht van praktische geneeskunde gebaseerd op de ideeën van Hippocrates en Galenus, Google Books
- 1592 – (la) Institutiones medicinae, een overzicht van de theoretische aspecten van de geneeskunde uit die tijd, Google Books
- 1594 – (la) De morbis qui in singulis partibus humani capitis insidere conbueverunt, een overzicht van de ziekten die zich in het menselijk hoofd kunnen nestelen, Google Books
- 1600 – Het noodigh pest-boeck, naar aanleiding van een pestepidemie geschreven op verzoek van het Leids stadsbestuur, Google Books

Postuum
- 1609 – (la) Opera Omnia, tam ad theoriam, qvam ad praxin medicam spectantia, een bundeling van de werken van Heurnius door zijn zoon Otto, Internet Archive

## Nalatenschap
De leerboeken over geneeskunde die Heurnius publiceerde waren in zijn tijd zeer populair en vormden voor zijn opvolgers de basis voor hun medische opleidingen. Na zijn overlijden bundelde zijn zoon en opvolger Otto Heurnius alle werken van Heurnius in Opera Omnia, tam ad theoriam, qvam ad praxin medicam spectantia (Alle werken, zowel aangaande de theorie als betreffende de medische praktijk). De academische lessen in Opera Omnia zijn niet gegroepeerd naar verschijningsdatum, maar naar onderwerp. Het theoretisch gedeelte, de Institutiones medicinae, beschrijft de gehele medische kennis uit die tijd, met uitzondering van  anatomie en andere hulpwetenschappen. Het praktische deel, de Praxis medicinae, biedt een systematisch opgebouwd overzicht waarin eerst de Praxis medícinae nova ratio worden besproken, de principes van de algemene therapie. Daarna volgt de Praxis medicinae particularis, een serie van zeven academische lessen die ingaan op ziekten van de verschillende delen van het lichaam. De lessen zijn strikt theoretisch van aard. Ook bevatten de Opera Omnia de commentaren van Heurnius op Hippocrates.
De in Opera Omnia opgenomen werken van Heurnius worden voorafgegaan door een levensbeschrijving van Heurnius van de hand van zijn zoon Otto, en van de aan Heurnius opgedragen eerbetuigingen van onder meer Petrus Bertius, Daniël Heinsius, Petrus Hondius, Justus Lipsius, Pieter Pauw, Josephus Justus Scaliger en Bonaventura Vulcanius. Opera omnia werd in 1609 in Leiden uitgegeven en in 1658 in Lyon herdrukt.